# Étienne de La Vallée Poussin
Étienne de La Vallée Poussin (1735–1802 (67 anos)), chamado também de Delavallée-Poussin, foi um pintor histórico e decorador francês do século XVIII.

## História
Parente, pelo lado de sua mãe, da família do grande pintor Nicolas Poussin, La Vallée-Poussin nasceu em Ruão, onde cursou a École des Beaux-Arts, com Descamps, progredindo rapidamente. Depois de ter sido um dos mais laureados alunos por três vezes, seguiu para Paris para aperfeiçoar sua arte. Recebido na oficina de Jean-Baptiste Marie Pierre, o pintor da corte real, ganhou o Prix de Roma de 1757 e partiu para a Itália.
La Vallée-Poussin passou muitos anos em Roma, onde entrou para Ordem dos Cavaleiros de Malta com a dignidade de "cavalier donato" (um cavaleiro que não é de linhagem nobre, mas que recebeu o status por serviços prestados à ordem), e também para a Academia da Arcádia. Quando retornou para a França, em 1789, foi admitido na Académie de Peinture com uma tela chamada "Retorno do Jovem Tobias e seu Encontro com a Mãe e o Pai". 
Morreu em Paris em 1802.

## Obras

### Pinturas
- "O Milagre do Profeta Elias ao Multiplicar o Óleo para a Pobre Viúva", Musée des beaux-arts de Rouen, obra com a qual ganhou o Prix de Roma.
- "Retrato de Bento XIV", Musée des beaux-arts de Rouen.
- "O Nascimento de Jesus Cristo" e "Adoração dos Pastores" (duas enormes telas).
- "Fuga para o Egito" (1774), na Capela do Imaculado Coração de Maria em Sant'Eustachio, Roma.

### Livros
Uma obra intitulada "Nella venuta in Roma" ("A Chegada em Roma"), publicada em 4 volumes em 1764, contém várias figuras de La Vallée-Poussin. Outra publicação, de Alexandre Lenoir, contém 40 placas de arabescos para a decoração de interiores, uma técnica na qual La Vallée-Poussin se destacava.

### Desenhos
Dois desenhos de La Vallée-Poussin estão no Museu do Louvre, em Paris, "Oração: mulher e criança ajoelhados ou sentados numa igreja" e "Monges distribuindo sopa aos pobres".